# David Richardson
David Richardson (Phoenix, 24 de diciembre de 1955 - 18 de enero de 2021) fue un escritor y productor de televisión estadounidense que escribió las series televisivas.

## Biografía

### Carrera profesional
En 1985 inició su carrera profesional como escritor de comedias televisivas, debutando con la serie Grand de Michael Leeson, y Carsey-Werner para NBC, protagonizada por Pamela Reed y Bonnie Hunt. Tras dos temporadas trabajando en la comedia Empty Nest comenzó a trabajar una temporada en Los Simpson.
Entre otras series, escribió guiones de las siguientes series: Los Simpson (Homer Loves Flanders), Malcolm en el medio, Dos hombres y medio (doce episodios, 2009-2011) y F is for Family. Sobrevivió a un cáncer durante casi treinta años pero falleció finalmente a causa de una insuficiencia cardíaca el 18 de enero de 2021.

### Vida privada
Richardson se casó en dos ocasiones. Fruto de su primer matrimonio, es su hijo Wayne. Posteriormente se casó con  Charleen Easton Richardson, con quien tuvo dos hijos, los gemelos Arlo y Atticus.

## Filmografía
Escritor
- Zoobilee Zoo (3 episodios, 1986)
- The Pat Sajak Show (2 episodios, 1989)
- Grand (4 episodios, 1990)
- Star Street (1991)
- Empty Nest (7 episodios, 1991–1993)
- Phenom (2 episodios, 1993)
- The Simpsons (1 episodio, 1994)
  - "Homer Loves Flanders" (1994)
- The John Larroquette Show (1 episodio, 1995)
- Local Heroes (2 episodios, 1996)
- Soul Man (1 episodio, 1997)
- Manhattan, AZ (2 episodios, 2000)
- Malcolm in the Middle (3 episodios, 2000)
- What About Joan (2001)
- Ed (1 episodio, 2002)
- Married to the Kellys (1 episodio, 2003)
- Two and a Half Men (9 episodios, 2009–2011)
- F Is for Family (2 episodios, 2015)

Productor
- Phenom (1993)
- The Simpsons (11 episodios, 1993–1994)
- Malcolm in the Middle (12 episodios, 2000)
- Manhattan, AZ (2000)
- Ed (5 episodios, 2002)
- My Big Fat Greek Life (2003)
- Married to the Kellys (4 episodios, 2003)
- Peep Show (2008)
- Two and a Half Men (7 episodios, 2009–2010)